# Столкновение поездов в Вэньчжоу
Столкновение поездов в Вэньчжоу — железнодорожная катастрофа, произошедшая в Китае 23 июля 2011 года. Два высокоскоростных поезда, следовавшие по скоростной железной дороге Нинбо — Тайчжоу — Вэньчжоу столкнулись на эстакаде в пригороде Вэньчжоу, городе в провинции Чжэцзян в КНР, в результате чего оба поезда сошли с рельс и 4 вагона упали с эстакады. В результате столкновения погибло 40 человек, 192 было ранено, 12 из них тяжело. По приказу чиновников спасательная операция была быстро завершена, железная дорога была расчищена от сошедших с рельсов вагонов, что вызвало резкую критику со стороны китайских СМИ и интернет-сообществ. В ответ правительство издало директивы[какие?], которые должны были ограничивать освещение в СМИ, однако они не были соблюдены, и катастрофа широко освещалась даже на государственных телеканалах.
Столкновение стало первой аварией со смертельным исходом в истории высокоскоростного железнодорожного транспорта в Китае и третьей по количеству жертв в мировой истории после крушения ICE у Эшеде в 1998 году в Германии и железнодорожной катастрофы в Сантьяго-де-Компостела в 2013 году в Испании. Высокая скорость не была решающим фактором в катастрофе, поскольку ни один из поездов не двигался быстрее 99 км/ч.
Данная авария, первый случай такого рода в истории Китая, оказал сильное влияние на развитие высокоскоростного наземного транспорта в Китае. Доверие общества к высокоскоростным железным дорогам было подорвано, что привело к снижению пассажиропотока. Строительство высокоскоростных железнодорожных линий в Китае было временно приостановлено, пока велось расследование причин аварии. Лимит скорости на других крупных высокоскоростных железнодорожных линиях был понижен. Репутация Китая в сфере высоких технологий была тщательно проверена на международном уровне.
В ответ на аварию министр путей сообщения КНР Шэн Гуанцзу объявил о всеобщей двухмесячной проверке на безопасность железных дорог. Официальное расследование было завершено в декабре 2011 года. Оно выявило нарушения в работе сигнальных систем, из-за которых машинист второго поезда не был вовремя уведомлен о наличие ещё одного поезда на линии, а также серию неудач в системе управления движением со стороны железнодорожных диспетчеров.

## Высокоскоростные железные дороги в Китае
Китайское правительство потратило миллиарды юаней на быстрое расширение своей высокоскоростной железнодорожной сети в последние годы, в том числе более 700 млрд ¥ в 2010 году. На 2014 год в Китае скоростная железнодорожная сеть простирается более чем на 16 000 км, и к 2020 году её планируется удвоить до 32 000 км. Всего в Китае более чем 112 000 км железных дорог. Согласно BBC, в 2012 году общая длина всех скоростных железных дорог в континентальном Китае превысила их общую длину во всех остальных странах, вместе взятых.

## Хронология событий
23 июля 2011 года примерно в 20:00 CST высокоскоростной поезд «D3115» (модель CRH1—046B), в салоне которого находилось 1072 человека, следующий из Ханчжоу на Фучжоу остановился на виадуке рядом рекой Оу. Вскоре после этого другой скоростной поезд «D301» (модель CRH2—139E) с 558 людьми в салоне, следующий из Пекина в Фучжоу, врезался в заднюю часть «D3115».
Причиной аварии изначально считалась гроза, прошедшая в 32 км к югу и 97 км к западу от места катастрофы. Сообщалось, что молния ударила в первый поезд, вследствие чего он остановился на путях. Тем не менее, через пять дней после инцидента, Пекинский национальный железнодорожный и проектно-конструкторский институт сигналов и связи (англ. Beijing National Railway Research & Design Institute of Signals and Communications Co. Ltd.) взял на себя ответственность за произошедшее, заявив в своем докладе, что на железнодорожном сигнале на трассе не был включён красный свет, и что персонал не заметил эту ошибку.
Гораздо более подробное описание причин столкновения, включающее исправления по первому докладу, было опубликовано в официальном докладе по итогам расследования в декабре 2011 года. Первый поезд остановился не из-за прямого удара молнии, а был остановлен автоблокировкой. Молния ударила в узел путевого сигнала LKD2-T1 и сожгла его предохранители, что вызвало ложный сигнал в центр управления линией, сообщивший об отсутствии поезда на участке пути, на котором находился D3115 (так называемый «зеленый сигнал»). Водитель Хэ Ли поезда D3115 пытался выключить АБ и в 8:29 вечера, после более чем 7 минут ожидания, он получил приказ продолжать движение, игнорируя сигнал АБ. Как только поезд D3115 заехал на участок пути, где рельсовая цепь, которая указывает на наличие поезда, работала нормально, в центр управления движением поступил сигнал, что участок пути занят. Но водитель следующего за ним поезда D301, Пэн Юйхэн, получил приказ на продолжение движения по участку пути, где остановился D3115, ещё когда центр управления получал ложные сигналы о незанятости пути. Несмотря на то, что машинисту D301 из центра управления был дан совет соблюдать осторожность, меньше чем через полминуты после этого поезд D301 со скоростью 99 км/ч столкнулся с поездом D3115.
15-й и 16-й вагоны в задней части D3115 и четыре передних вагона D301 сошли с рельсов, из них 4 вагона упали с виадука. 3 вагона остались лежать на земле плашмя, в то время как 4-й остановился вертикально, прислонившись одним концом к эстакаде, а другим упершись в землю.
Медицинские бригады, прибывшие на место аварии состояли из сотрудников из 1-й и 2-й больницы Чжэцзяна, народной больницы Чжэцзяна и больницы в Тайчжоу. Вечером того же дня более 500 жителей Вэньчжоу сдали кровь на помощь раненым в ответ на первые призывы по радио из местного банка крови.
Выживший пассажир, Лю Хунта, вспоминал в интервью на Центральном телевидение Китая, что «поезд вдруг резко затрясся, багаж бросало по всему салону. Пассажиры начали звать на помощь, но экипаж не реагировал». 25 июля CCTV сообщило, что Министерство путей сообщения объявило о 39 погибших и 192 раненных. Через 21 час после крушения поезда из-под обломков была вызволена последняя выжившая — двухлетняя Сян Вай. Её родители погибли в этой катастрофе.
Вскоре после аварии поврежденные вагоны были сброшены с эстакады на землю экскаваторами. Китайские власти объяснили этот поступок желанием поскорее открыть одну из основных транспортных артерий Китая, парализованную в результате аварии.
25 июля посол США в Пекине заявил, что двое граждан США были среди погибших. Итальянский консул в Шанхае сказал, что гражданин Италии был среди жертв: Ассунта Лигори (итал. Assunta Liguori), 22-летний студент университета Неаполя (итал. Università degli studi di Napoli L’Orientale). Лигори ехал с Джованни Паном, 23-летним студентом китайского происхождения из того же университета.

## Расследование
28 декабря 2011 года одобренные Государственным советом КНР официальные итоги расследования катастрофы в Вэньчжоу были опубликованы. Согласно этому докладу, причинами этой аварии являлись несколько обстоятельств: плохая организация управления движением, слабый контроль за оборудованием и невозможность устранения неполадок, вызванный ударом молнии. В отчёте были указаны имена 54 должностных лиц, несущих ответственность за аварию и неудачную спасательную операцию. Наиболее высокопоставленный чиновник, упомянутый в докладе — бывший министр Лю Чжицзюнь, был задержан по обвинению в коррупции ещё до аварии, но, тем не менее, был обвинён в незаконном повышении лимита рабочей скорости скоростной железной дороги Нинбо — Тайчжоу — Вэньчжоу и сжатии графика строительства железной дороги, из-за чего не была проведена достаточная инспекция безопасности линии и неисправное сигнальное устройство LKD2-T1 было введено в эксплуатацию.
Были осуждены и другие высокопоставленные чиновники Министерства путей сообщения КНР (MOR), в частности замминистра Лу Дунфу (англ. Lu Dongfu), главный инженер Хэ Хуау англ. He Huawu и бывший заместитель главного инженера Чжан Шугуан (англ. Zhang Shuguang).
Отчет также возлагает вину на руководителей и инженеров China Railway Signal & Communications Corp., которые занимались проектированием, изготовлением и установкой неисправного оборудования, а также руководителей компании Jingfu Railway (Anhui) Corporation, построившей скоростную железную дорогу Хэфэй-Фучжоу, которые допустили установку неисправного оборудования. Множеству чиновников Шанхайского железнодорожного бюро, которое управляет этой линией, были также предъявлены обвинения, в том числе бывший глава бюро Лун Цзин (англ. Long Jing), который был уволен вскоре после аварии, а также заместитель начальника бюро, Ван Фэн (англ. Wang Feng), который приказал закопать разрушенные вагоны прямо на месте происшествия. Начальник Южного вокзала Вэньчжоу и его заместитель обвинялись в недостаточном надзоре за сотрудниками. Среди самых младших по должности лиц, обвинённых по этому делу, был Цзан Кай (англ. Zang Kai), работник Южного вокзала Вэньчжоу, который обнаружил отказ сигнала на поезде D3212, но, нарушая протокол, не оставил запись в журнале технического обслуживания о неисправности и не сообщил о ней в поезд D301.